# «Час!» (вірш Янки Купали на честь проголошення БНР)
«Час!» — вірш білоруського поета Янки Купали написаний наприкінці 1918 року на честь проголошення Білоруської Народної Республіки

## Текст
Час склікаці ўжо грамаду

На вялікую нараду,

На вялікі сход!

Хай рассудзіць, хай разважа,

Слова цвёрдае хай скажа,

Скажа сам народ!

Як жыць мае, пажываці

Ў родным краю, ў роднай хаце,

Як заводзіць лад:

Ці жыць далей у няволі,

Ці разжыцца новай доляй,

Новы ўзнесць пасад.

Доўга людзі ўдзень блудзілі,

Крыўду, слёзы, кроў пладзілі,

Ўсё не ўмелі жыць,—

А сягоння ўжо не тое,—

Ўсходзе сонца залатое

Роўна ўсім свяціць.

Ходзіць ходырам свет цэлы,

Смела ў бітву йдзе нясмелы,

Ў бой за лепшы час.

Дык і нам цапы і косы

Час браць з вышак, покі росы

Воч не згрызлі ў нас.

Хай званы зазвоняць з жарам,

Хай музыка ў струны ўдара!

Гэй, паўстань, народ!

За сябе сам пастаяці

І за Бацькаўшчыну-маці

Йдзі, народ, на сход!